# مارک چتفیلد
مارک وبستر چتفیلد (به انگلیسی: Mark Webster Chatfield) (زادهٔ ۱۱ اوت ۱۹۵۳ - درگذشته	۲۳ دسامبر ۱۹۹۸) شناگر اهل کشور ایالات متحده آمریکا بود.